# محمد سند
محمد سند هو عالم مصري مختص في علم الهوائيات وأستاذ في كلية الهندسة في جامعة القاهرة. قام بمساهمات في علم الهوائيات، وحصل على براءة اختراع في المنطقة. أحدث أعماله تصميم (PIFA) «مستوي الهوائي المقلوب F». كما نشر 30 بحثاً تمت مراجعتهم من قبل نظرائه أو أثناء المؤتمرات؛ آخرها، 3 ورقات بحثية في الندوة الدولية لعلم الهوائيات ومجتمع النشر (APSURSI) في معهد الهندسة الكهربائية والإلكترونية (IEEE)، في عام 2010. عمل أيضاً مع شركة نوكيا وشركة موتورولا في مجال الهواتف المحمولة.

## مسيرته
ولد د.سند في مصر عام 1954 وحصل على درجة البكالوريوس في الهندسة من جامعة القاهرة عام 1977 وحصل على الدكتوراة في إدارة الهندسة الكهربائية من جامعة مانيتوبا الكندية عام 1986.
وحصل على تكريم أكاديمية البحث العلمي والتكنولوجيا ودرع الأكاديمية؛ لحصوله على جائزة «الابتكار الإفريقية»، بعد اختراعه «هوائي» جديدًا، منخفض التكاليف، يحد من تعرض الجسم للإشعاعات والموجات المغناطيسية، الصادرة عن الهاتف المحمول. وكُرِّيم من قبل المؤسسة الأفريقية للابداع (ِ (ECA واللجنة الاقتصادية لأفريقيا (AIF) لفوزه بالجائزة الأولى للابتكار على مستوى القارات والذي عقد في أديس أبابا وذلك يوم الاثنين 26 مارس 2012.